# Bisam Stelle
Het radarstation Bisam Stelle, soms ook "Kamp Bisam" of "Funkstelle Bisam" genoemd, was een Duits radarstation tijdens de Tweede Wereldoorlog. Het station lag bij het Nederlandse dorp Strijbeek, ten zuiden van Breda, ongeveer 800 meter van de grens met België.

## Naam
Radarstations van de Himmelbelt kregen vaak een dierennaam. Bisam verwijst naar de muskusrat, die ook wel de bisamrat wordt genoemd.

## Geschiedenis
In 1940 namen de Duitsers een stuk land in bij het dorp Strijbeek. In maart van 1942 legden de Duitsers, door middel van dwangarbeid, een radarstation aan tussen de Kilometerbaan en de Goudbergseweg als onderdeel van de Himmelbelt. De Himmelbelt was een keten van radars, waarvan ongeveer 20 in Nederland, die geallieerde vliegtuigen moest opsporen. Het doel van Bisam was om vliegtuigen die de vliegbasis Gilze-Rijen gingen bombarderen op te sporen. Op 2 oktober 1944 bombardeerden de geallieerden het kamp en twee dagen later vernietigden de Duitsers wat er nog overbleef. Op 29 oktober trokken geallieerde troepen de dorpen Strijbeek en Galder binnen. Op 23 juni 2007 is er een plaquette als nagedachtenis aan het station onthuld.

## Beschrijving
Het station was ongeveer 47 hectare groot en er woonde 200 man voor onderhoud. De ingang van het terrein was aan de Goudbergseweg. Het was uitgerust in twee Würzburg-Riese radars met een doorsnede van 7,5 meter en een bereik van 70 kilometer en één Freya langeafstandsradar met een bereik van 200 kilometer. Ook waren er 2 Y-lijnen, een radiobaken, een lichtbaken, en meerdere afluisterantennes. Er was ook een kantoor, een commandopost met directe verbinding tot vliegbasis Gilze-Rijen, een wachtlokaal, een kantine met keuken en een grote slaapbarak. De telefoonkabel naar vliegbasis Gilze-Rijen werd in het begin vaak gesaboteerd, maar nadat de Duitsers de bevolking onder straf van deportatie dwongen de kabels te bewaken, stopte de sabotage. Het terrein was omringd door een manshoge prikkeldraadversperring. De commandant van het station was Oberfeldwebel Sabottka.

## Vandaag de dag
De betonnen restanten van de sokkels van de twee Würzburg-Riese radars zijn nog zichtbaar. Aan de kilometerbaan is een monument te vinden. Er is ook een plaquette als nagedachtenis aan het station.